# Sipu (sockenhuvudort i Kina, Jiangxi Sheng, lat 28,44, long 117,71)
Sipu är en sockenhuvudort i Kina. Den ligger i provinsen Jiangxi, i den sydöstra delen av landet, omkring 180 kilometer öster om provinshuvudstaden Nanchang. Antalet invånare är 8 549. Befolkningen består av 4 129 kvinnor och 4 420 män. Barn under 15 år utgör 28,0 %, vuxna 15-64 år 62 %, och äldre över 65 år 8,0 %.
Runt Sipu är det ganska tätbefolkat, med 192 invånare per kvadratkilometer. Närmaste större samhälle är Xintan, 11,7 km söder om Sipu. Trakten runt Sipu består till största delen av jordbruksmark.
Genomsnittlig årsnederbörd är 2 755 millimeter. Den regnigaste månaden är juni, med i genomsnitt 477 mm nederbörd, och den torraste är oktober, med 35 mm nederbörd.